# Julio Irrazábal
Julio César Irrazábal León (San Juan del Paraná, 25 novembre 1980) è un ex calciatore paraguaiano, di ruolo difensore.

## Carriera

### Club
Durante la sua carriera ha giocato con varie squadre di club, tra cui anche il Vasco da Gama.

### Nazionale
Conta 2 presenze con la nazionale paraguaiana.

## Palmarès
- Campionato paraguaiano: 1

Cerro Porteño: Apertura 2009
- Coppa del Brasile: 1

Vasco da Gama: 2011